# Grafòmetre
El  grafòmetre  és un instrument que s'emprava per al mesurament d'angles en operacions topogràfiques.

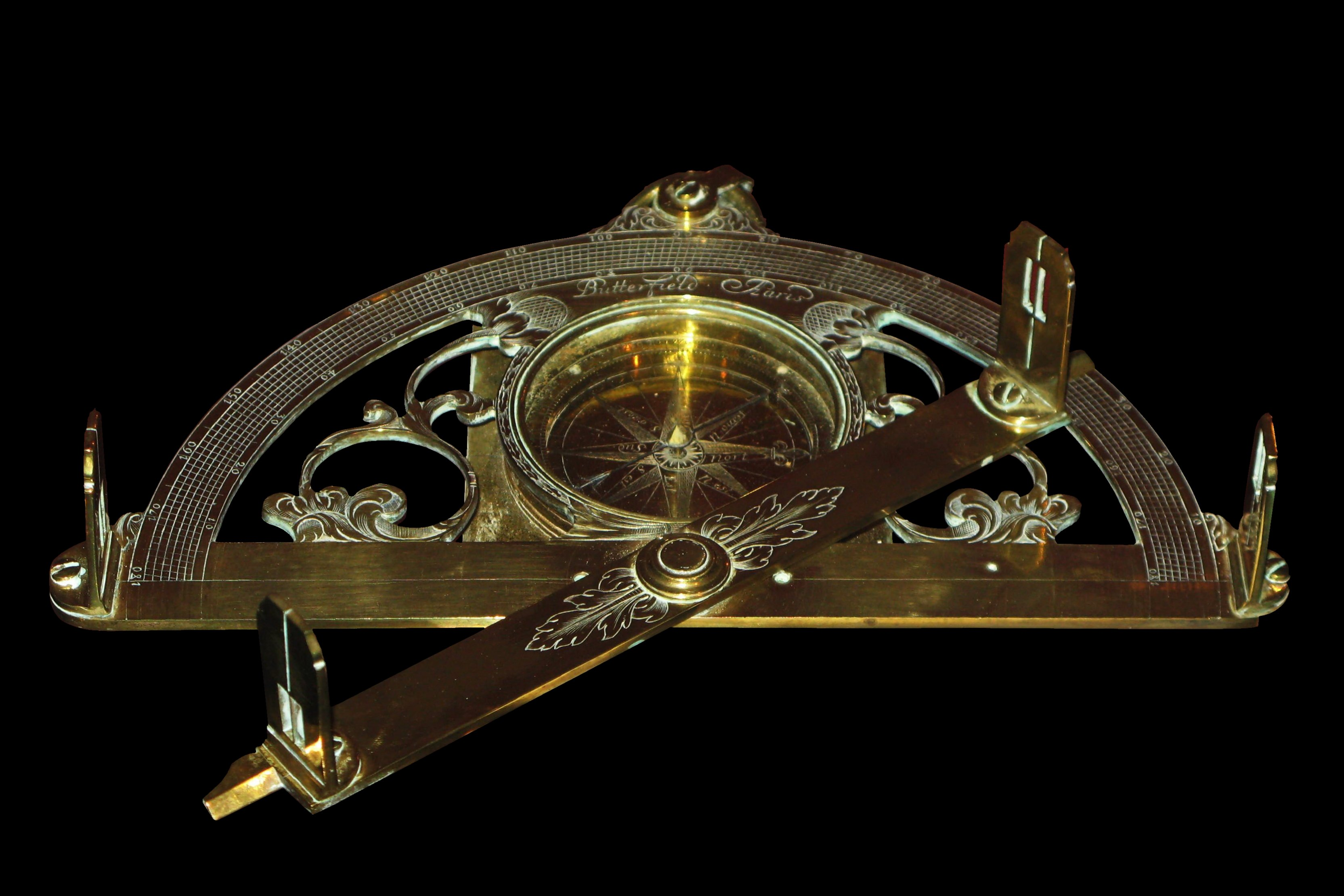
Grafòmetre amb brúixola

 Està format per un semicercle o limbe de coure dividit exactament en 180 parts iguals o «graus», i dos regles graduats de coure, l'un mòbil i l'altre fix. El regle fix forma el diàmetre del semicercle, el regle mòbil o alidada gira respecte al punt mitjà del regle fix que ha de ser a la vegada el centre del semicercle i que serveix per indicar els graus d'obertura de l'angle que es vol mesurar. A cadascun dels extrems dels regles hi ha una pínnula, un petit forat a través de les quals es mira cap a l'objecte emprat per mesurar l'angle (és a dir per fer la marcació): De vegades en lloc de les pínnules porta una ullera per veure amb més detall els objectes a grans distàncies.
La base del grafòmetre és d'una sola peça amb tres peus.

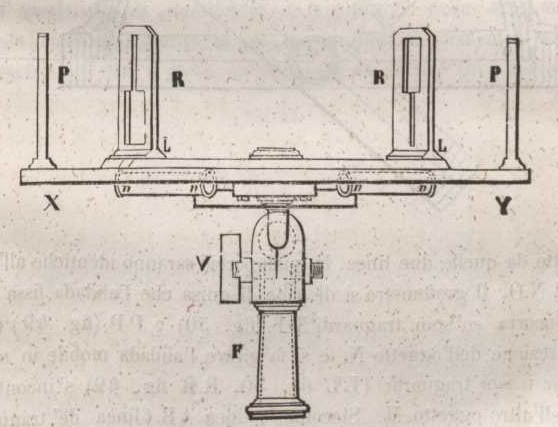
Grafòmetre del. De Manuale del fognatore comprendente la pratica inglese del drenaggio, 1856.

## Ús
A les extremitats del regle mòbil i sobre una planxa que s'aplica exactament sobre el limbe, hi ha marcats uns punts que es corresponen amb les escletxes de les pínnules. També hi ha marcades unes divisions que, segons la manera amb què es corresponen amb les del semicercle permeten afinar a una subdivisió del grau en minuts i de vegades segons (de cinc en cinc, de deu en deu, etc..). Aquesta divisions conformen el  nonius  o  vernier .
En mesurar un angle és preferible girar el semicercle de manera que s'oposi a l'angle que es vol mesurar: l'operació és molt fàcil i s'obté d'aquesta manera l'angle oposat. Abans de mesurar l'angle convé posar ben a plom (vertical) el peu fins a aconseguir així tenir el limbe ben horitzontal. Quan s'usa el trípode convé tenir una plomada i fer correspondre amb la vertical la part superior del trípode on hi ha la nou del grafòmetre amb el punt que marca l'angle que es vol mesurar.